# 珀斯鑄幣廠金條
珀斯鑄幣廠金條是指由澳大利亞的珀斯鑄幣廠生產製成的黃金條狀產品，即金條。提供別人收藏、投資的用途。
現時珀斯鑄幣廠金條有以下的規格： 1克、5克、10克、20克、1盎司（倒模）、1盎司（壓印）、50克、2.5盎司、100克、5盎司、10盎司（倒模）、10盎司（壓印）、20盎司、1公斤、50盎司；純度均是99.99%

## 包裝及設計
所有金條都採用了原廠密封的塑膠包裝，包裝的背面都印有與金條相同的編號，確保它的真偽。正面上方印有珀斯鑄幣廠名字「THE PERTH MINT AUSTRALIA」，中間是金條，下方有細小字句「The Perth Mint tamper-evident case」，背景則有一天鵝作為美化裝飾。
至於金條本身，正面的上方有珀斯鑄幣廠的標誌（一隻天鵝），下方列明了規格「99.99% PURE GOLD _ GRAM」，背面的設計是重重複複的袋鼠圖案。

## 外部連結
- 珀斯鑄幣廠官方網站 （页面存档备份，存于）